# Rada Regencyjna

Godło Królestwa Polskiego (1917-1918)

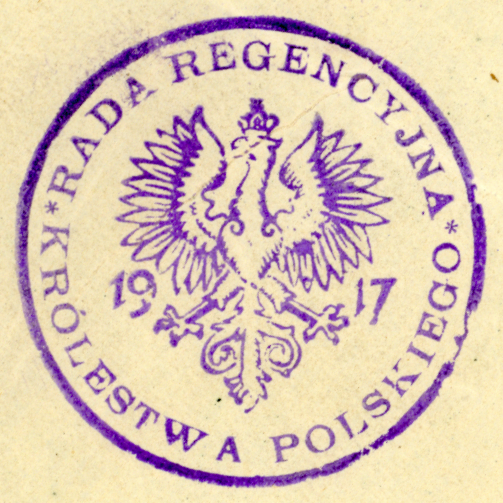
Odcisk pieczęci Rady Regencyjnej

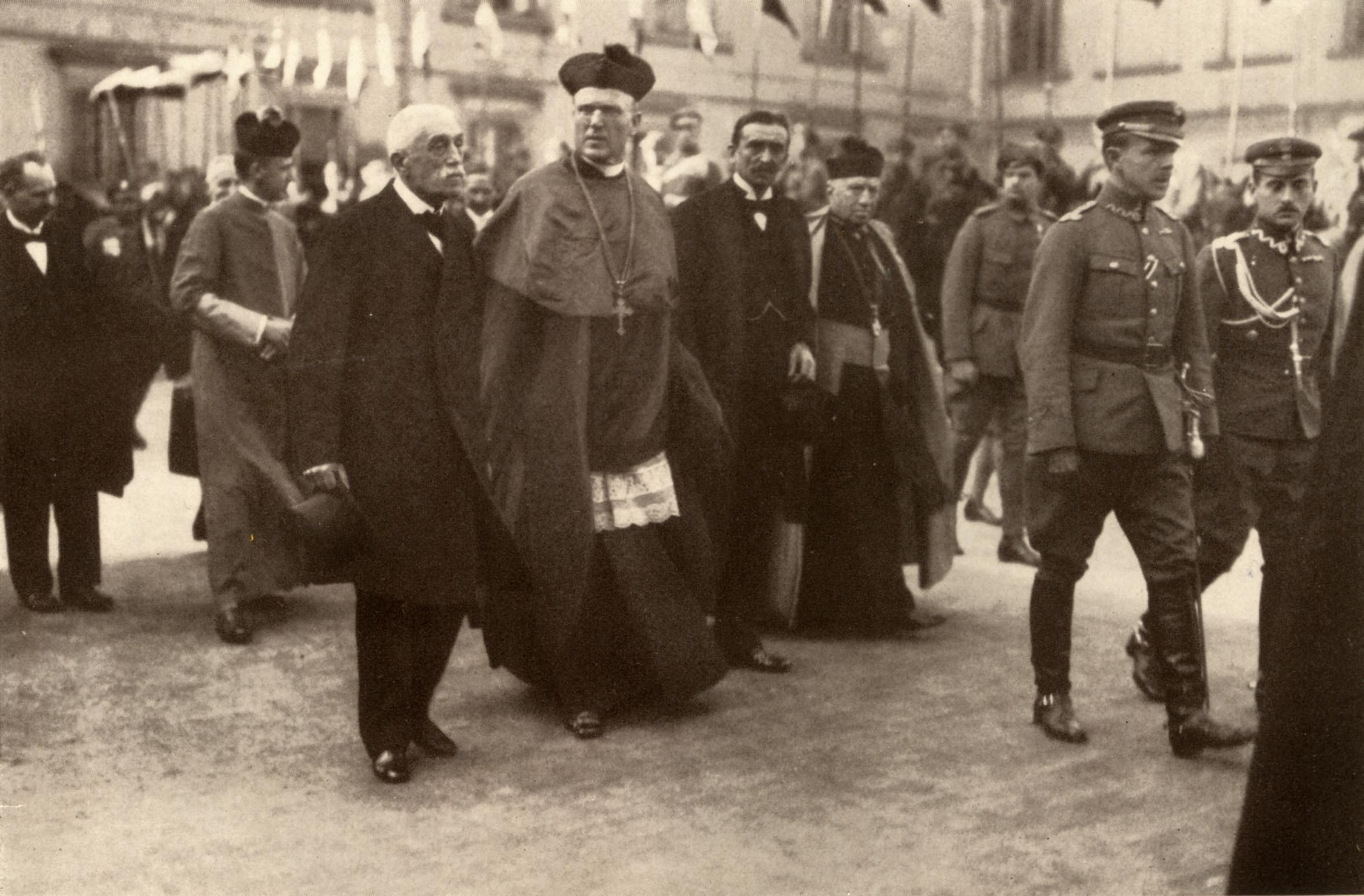
27 października 1917 – Rada Regencyjna udaje się na Zamek po złożeniu przysięgi w katedrze – czwarty w tym samym szeregu – ks. prałat Zygmunt Chełmicki, sekretarz Rady

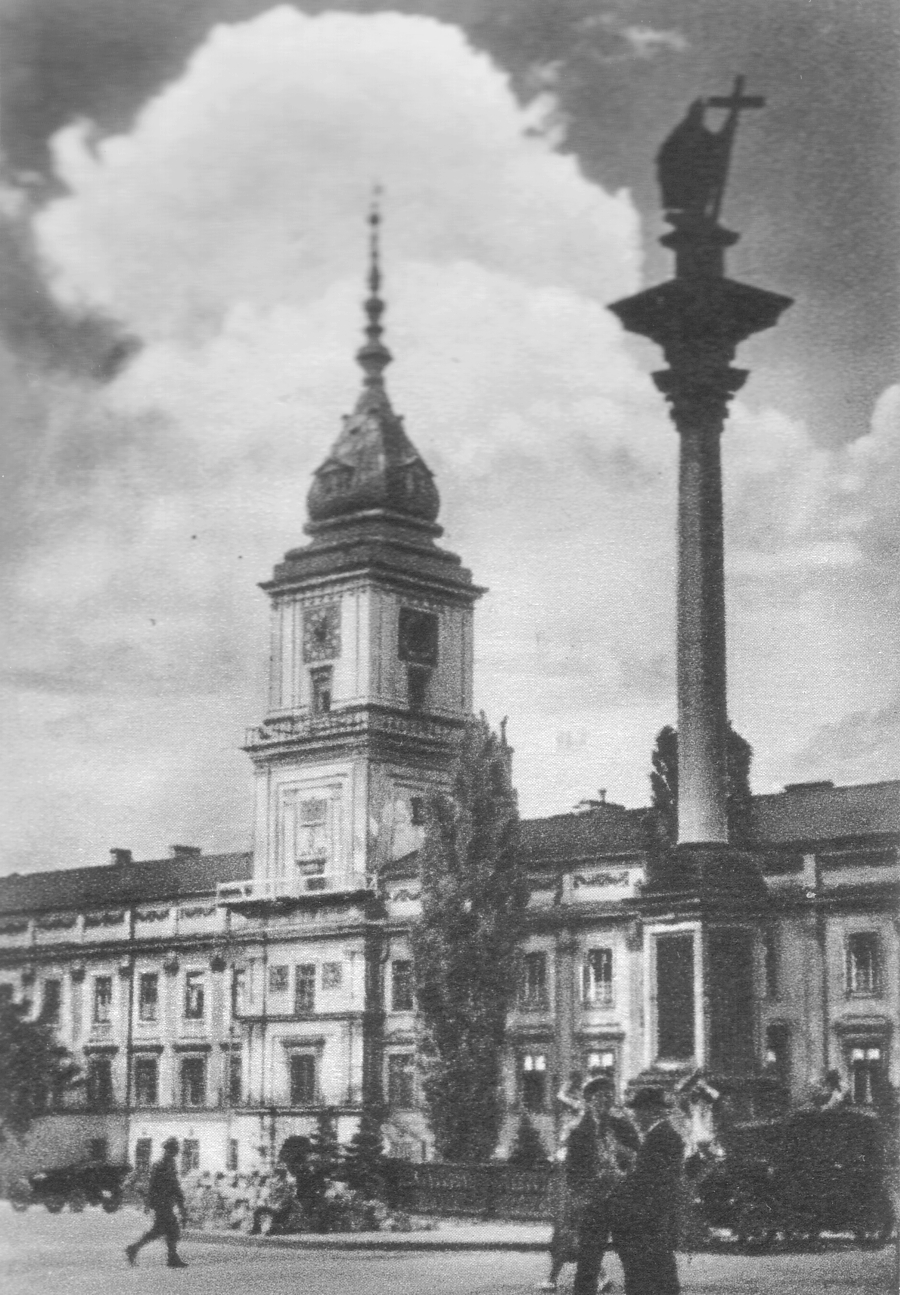
Zamek Królewski w Warszawie, rezydencja Rady Regencyjnej

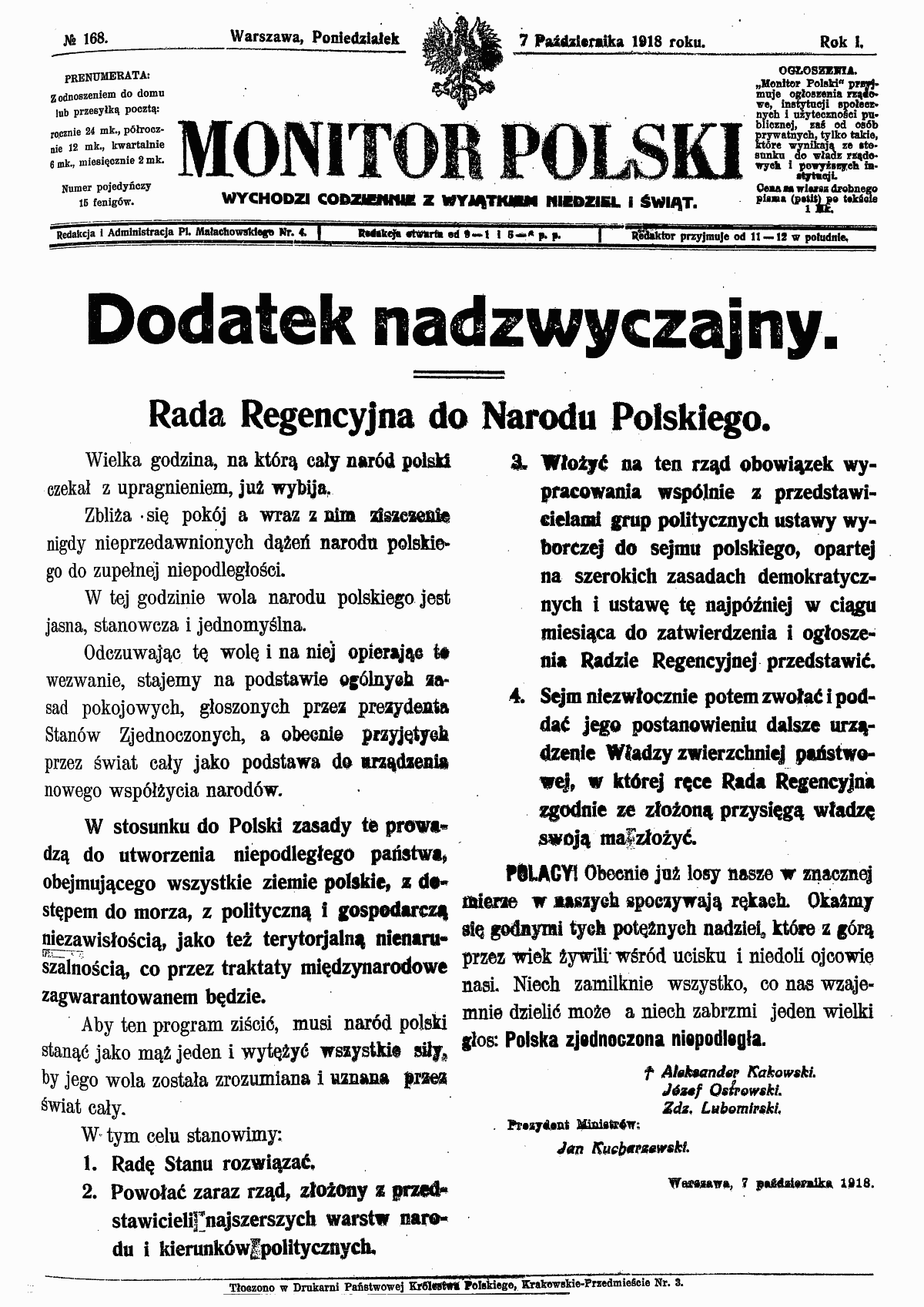
Dodatek nadzwyczajny Monitora Polskiego z 7 października 1918 – Rada Regencyjna ogłasza niepodległość Polski

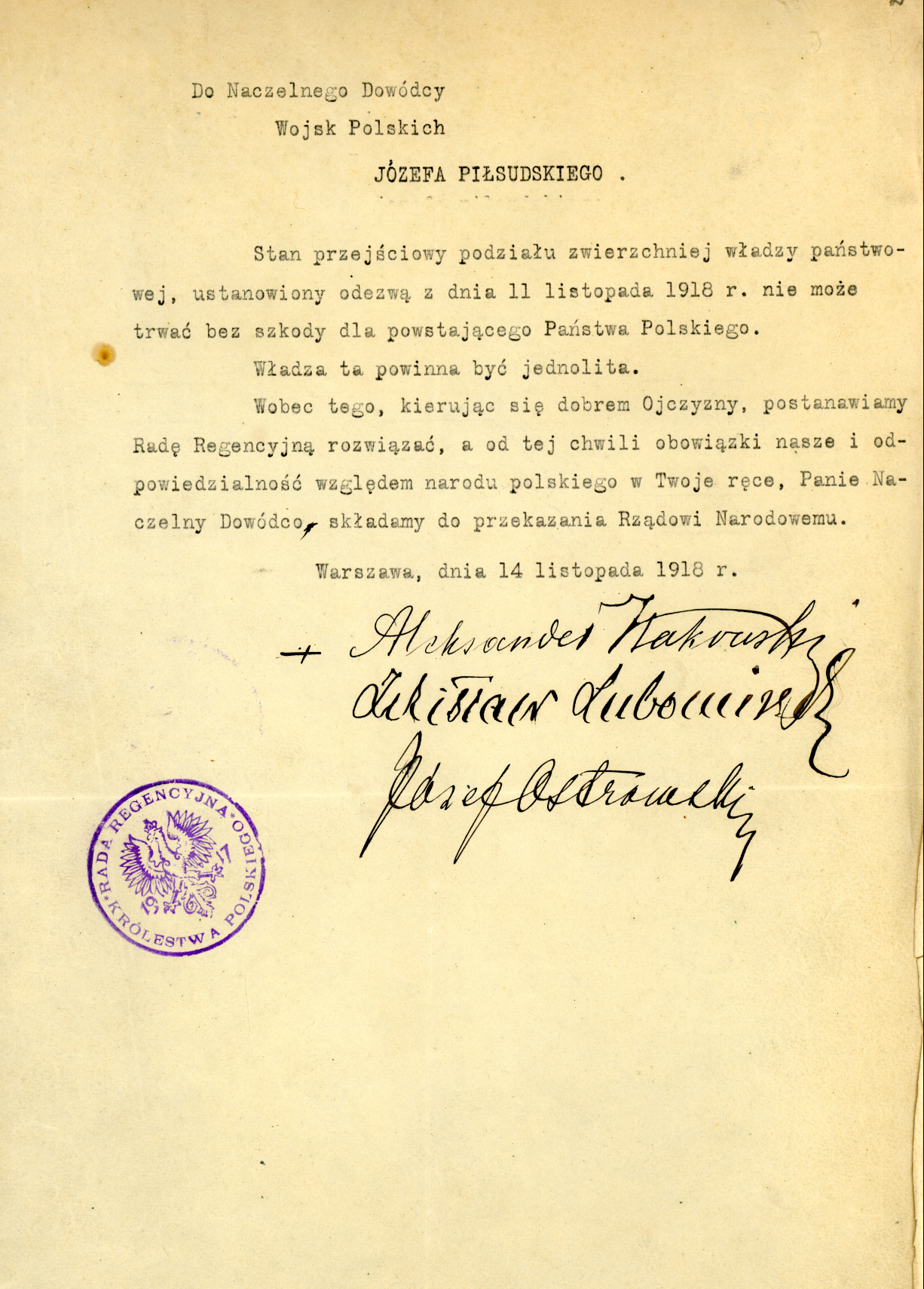
Akt samorozwiązania Rady Regencyjnej i przekazania całości władzy Józefowi Piłsudskiemu 14 listopada 1918

Rada Regencyjna Królestwa Polskiego – organ władzy zwierzchniej marionetkowego Królestwa Polskiego aktu 5 listopada (1916), zastępujący króla lub regenta. Rada Regencyjna została powołana reskryptami niemieckich i austro-węgierskich władz okupacyjnych, na podstawie nadanego przez te władze patentu w sprawie władzy państwowej w Królestwie Polskim z 12 września 1917 roku. Objęła urząd 27 października 1917 roku. W dniu 7 października 1918 roku wydała Orędzie do Narodu Polskiego, w którym proklamowała niepodległość Polski.

## Geneza
W dniu 3 lipca 1917 r., w obecności przedstawicieli władz okupacyjnych, Tymczasowa Rada Stanu uchwaliła projekt tymczasowej organizacji polskich naczelnych władz państwowych, w którym zarezerwowała dla siebie uprawnienie do powołania regenta lub rady regencyjnej. Po złożeniu mandatu przez członków TRS podczas kryzysu przysięgowego,  25 sierpnia Rada powołała Komisję Przejściową, mającą sprawować władzę do czasu sformowania nowego organu władzy w Królestwie. W międzyczasie trwały negocjacje pomiędzy polskimi władzami Królestwa a rządami Niemiec i Austro-Węgier dot. składu przyszłej Rady Regencyjnej. Początkowo TRS wytypowała Aleksandra Kakowskiego, Zdzisława Lubomirskiego i Wacława Niemojowskiego, jednak w wyniku późniejszych negocjacji na miejsce Niemojowskiego nominowano Józefa Ostrowskiego. Ostateczne zatwierdzenie powołania Rady nastąpiło w chwili wydania patentu z 12 września 1917 roku, a ogłoszenie jej składu 15 października 1917 roku. Uroczystość intronizacji członków Rady odbyła się 27 października 1917.

## Skład i organizacja
W skład Rady Regencyjnej weszli Aleksander Kakowski, Zdzisław Lubomirski oraz Józef Ostrowski.
Uprawnienia Rady Regencyjnej wedle patentu z 12 września 1917 r. były ograniczone na rzecz okupantów – w sprawach, których administracja nie została przekazana polskiej władzy państwowej, wnioski mogły być rozpatrywane tylko za zgodą (Zustimmung) państw okupacyjnych. Generalny gubernator mógł w tych sprawach wydawać zarządzenia po wysłuchaniu (nach Anhörung) Rady Stanu, w części obieralnej, w części mianowanej przez Radę Regencyjną. Ustawy i rozporządzenia polskiej władzy państwowej, z których dla ludności wypływają prawa i obowiązki, musiały przed wydaniem być podane do wiadomości generalnego gubernatora tego państwa okupacyjnego, w którego obszarze miały wejść w życie i mogły otrzymać moc obowiązującą tylko wówczas, jeżeli gubernator nie sprzeciwił się im w ciągu dni 14 po przedłożeniu. Zaś dla zabezpieczenia ważnych interesów wojennych mógł on bez konieczności wysłuchiwania Rady wydawać niezbędnie potrzebne zarządzenia z mocą prawa, które tylko w ten sam sposób mogły być zmienione lub odwołane.
3 stycznia 1918 r. Rada wydała dekret o tymczasowej organizacji Władz Naczelnych w Królestwie Polskim.
Aparatem pomocniczym Rady Regencyjnej był Królewsko-Polski Gabinet Cywilny, formalnie ustanowiony reskryptem z 12 lipca 1918. Szefem Gabinetu Cywilnego był sekretarz Rady Regencyjnej, ks. prałat Zygmunt Chełmicki. Przed wydaniem powyższego reskryptu w skład aparatu pomocniczego Rady Regencyjnej wchodzili Zygmunt Chełmicki, jako jej sekretarz generalny oraz Jan Kucharzewski, jako jej radca prawny (referendarz).
W 1917 został wybity medal upamiętniający intronizację Rady Regencyjnej w Warszawie, zaprojektowany przez Jana Raszkę.

## Działalność
Działalność jako „władza marionetkowa”
Od początku swojego istnienia Rada Regencyjna funkcjonowała w Warszawie jako polski rząd marionetkowy Państw Centralnych i znajdowała się w opozycji do działalności założonego w Paryżu w sierpniu 1917 roku i uznawanego przez państwa Ententy Komitetu Narodowego Polskiego. W grudniu 1917 roku powołała rząd, pod kierownictwem Jana Kucharzewskiego. Rząd ten przejął od Komisji Przejściowej tymczasowej Rady Stanu, przekazane przez władze okupacyjne działy administracji, tj. zarząd sądownictwa oraz szkolnictwa.
W związku z wybuchem rewolucji październikowej na przełomie 1917 i 1918 roku rozpoczęła się, dotycząca frontu wschodniego, konferencja pokojowa w Brześciu. Przedstawiciele Rady Regencyjnej, pomimo starań, nie otrzymali zaproszenia do rozmów. A Niemcy, w związku z trudnościami w negocjacjach z bolszewikami, zajęciem przez nich Kijowa oraz potrzebą pozyskania zboża, podjęli także rozmowy z Ukraińcami. Delegacja ukraińska podpisała 9 lutego 1918 r. układ z Państwami Centralnymi, na mocy którego Niemcy uznawały suwerenność Ukraińskiej Republiki Ludowej (proklamowaną wcześniej IV Uniwersałem), jednocześnie Ukrainie przyznano ziemię chełmską i Podlasie, obiecując także w przyszłości należącą do Austro-Węgier Galicję Wschodnią. Traktat brzeski z Ukrainą potraktowano jako bardzo niekorzystny dla Polski, co uderzało we współpracującą z Niemcami Radę Regencyjną i doprowadziło do dymisji rządu Kucharzewskiego. Protestując przeciw zawarciu traktatu pokojowego pomiędzy państwami centralnymi a Ukrainą 13 lutego 1918 Rada Regencyjna ogłosiła, że odtąd będzie czerpać prawo sprawowania zwierzchniej władzy państwowej opierając się na woli Narodu, wierząc, że Naród pragnie posiadać symbol swej niepodległości i około tego symbolu stanąć zamierza. W tym czasie doszło także do Bitwy pod Rarańczą, a przez Królestwo Polskie przetoczyły się demonstracje. W konsekwencji Generał-gubernator Hans von Beseler nałożył na Warszawę kontrybucję w wysokości 250 tys. marek.
I wojna światowa na froncie wschodnim zakończyła się po zwycięskiej niemieckiej operacji Faustschlag i zawarciu traktatu brzeskiego pomiędzy bolszewikami a Państwami Centralnymi. Niemcy nie zważając na Radę Regencyjną rozpoczęły proces likwidacji oddziałów polskich walczących po stronie państw centralnych (w tym m.in. Dowborczyków, którzy prowadzili z bolszewikami walki o Bobrujsk), a także rozpoczęli przygotowania do realizacji aneksji terenów polskich.
W nowych warunkach, po okrojeniu Królestwa Polskiego na wschodzie na rzecz Ukrainy (gubernia chełmska) oraz grożącemu okrojeniu z Zachodu na rzecz Niemiec (polski pas graniczny), w kwietniu 1918 r. Rada Regencyjna zakończyła okres prowizorium i powołała rząd z Janem Kantym Steczkowskim na czele. Premier Steczkowski podjął próbę wypracowania reguł dalszej współpracy z Berlinem, proponując notą z 29 kwietnia 1918 r. ścisły sojusz i „definitywne rozwiązanie sprawy polskiej pod względem politycznym, wojskowym i gospodarczym”. Niemcy jednak notę zignorowały, koncentrując się na ofensywie wiosennej na froncie zachodnim. W sierpniu, po wyjściu na jaw próby porozumienia się z Niemcami do dymisji podał się sam premier Steczkowski. Rozpoczął się kolejny okres prowizorium rządowego.
Próby działalności jako suwerenna władza tymczasowa
W związku amerykańską ofensywą stu dni i porażką Niemiec na froncie zachodnim, 4 października 1918 roku powołany został w Cesarstwie Niemieckim nowy gabinet Maxa von Badena, który rozpoczął rokowania pokojowe. Protekcja Cesarstwa Niemiec nad Radą Regencyjną osłabła, co skłoniło Radę do wydania Orędzia do Narodu Polskiego z 7 października 1918 roku i proklamowania niepodległości Polski powołując się na 14 punktów Wilsona zaakceptowanych kilka dni wcześniej przez państwa centralne jako podstawa rokowań pokojowych, a 12 października przejęła od okupantów władzę zwierzchnią nad wojskiem. Dekretem w przedmiocie tymczasowego wykonywania władzy ustawodawczej z 15 października do czasu zwołania Sejmu przyznała sobie prawo wydawania rozporządzeń z mocą ustawy. 24 października niemiecki generał-gubernator warszawski Hans Hartwig von Beseler złożył urząd Naczelnego Wodza Polskiej Siły Zbrojnej. 28 października Rada Regencyjna powołała gen. Tadeusza Rozwadowskiego, wcześniej nieoficjalnego doradcę Rady Regencyjnej, na stanowisko szefa Sztabu Generalnego Wojska Polskiego. Generał niezwłocznie przystąpił do organizacji Sztabu Generalnego i Ministerstwa Spraw Wojskowych. 

25 października powołano rząd Józefa Świeżyńskiego, który jako pierwszy nie starał się o akceptację władz okupacyjnych niemieckich i austro-węgierskich. Autorytet Rady Regencyjnej był jednak podważany i powstawały alternatywne ośrodki władzy m.in. Polska Komisja Likwidacyjna. Jednocześnie wybuchła Bitwa o Lwów co dało początek wojnie polsko-ukraińskiej. W tym kontekście odbywały się konsultacje ministrów rządu: Stanisława Głąbińskiego z Wincentym Witosem oraz Zygmunta Chrzanowskiego z Jędrzejem Moraczewskim mające na celu usunięcie Rady Regencyjnej i powołanie koalicyjnego rządu. Rząd Świeżyńskiego próbował porozumieć się także z Komitetem Narodowym Polskim aby współtworzyć w ten sposób suwerenną legalną władzę uznawaną przez państwa Ententy, jednak w chaosie wojennym podejmowane działania nie były centralnie koordynowane. Roman Dmowski w drugiej połowie sierpnia wypłynął do Stanów Zjednoczonych i wrócił do Francji dopiero w drugiej połowie listopada 1918 gdy Rada Regencyjna już nie istniała. Pierwszym realnym przedstawicielem Komitetu, który przyjechał na ziemie polskie z emigracji był Stanisław Grabski, przybywający do Krakowa na początku grudnia 1918 roku. W niedzielę 3 listopada Zygmunt Chrzanowski przygotował odezwę do Narodu i przeforsował jej przyjęcie przez Rząd pomimo sprzeciwu samego premiera. Odezwa nawoływała do utworzenia Rządu Narodowego. Rada odmówiła jednak i zdymisjonowała rząd, a jako że sam premier nie był zwolennikiem odezwy nie stawiał oporu i podpisał dymisję. 
W efekcie dymisji rządu rozpoczął się kolejny okres prowizorium rządowego, który trwał już do końca istnienia Rady. Jednak równolegle, 7 listopada w Lublinie, powstał rząd Ignacego Daszyńskiego, który (podobnie jak ministrowie w rządzie Świeżyńskiego) nie uznawał władzy Rady Regencyjnej. Gdy Józef Piłsudski wypuszczony został z więzienia w Magdeburgu rząd Daszyńskiego złożył dymisję, pomijając Radę, bezpośrednio na ręce Józefa Piłsudskiego. 11 listopada Rada Regencyjna przekazała zwierzchnią władzę wojskową oraz naczelne dowództwo nad wojskiem polskim Józefowi Piłsudskiemu, następnego dnia powierzyła mu misję utworzenia rządu, ale wobec rosnącej presji zrezygnowała z tego zamiaru. 14 listopada Rada Regencyjna rozwiązała się przekazując całość władzy zwierzchniej Naczelnemu Wodzowi Wojsk Polskich Józefowi Piłsudskiemu, który na tej podstawie piastował ją formalnie do 29 listopada 1918 (kiedy to ogłoszony w Dzienniku Praw Państwa Polskiego Nr 17 został dekret o najwyższej władzy reprezentacyjnej Republiki Polskiej).

## Osiągnięcia
Rada Regencyjna wraz z podległą jej administracją:
- ogłosiły niepodległość Polski (Królestwa Polskiego),
- opracowały i wydały szereg aktów prawnych, które stanowiły następnie część porządku prawnego II Rzeczypospolitej,
- rozpoczęły ogłaszanie powyższych aktów w Dzienniku Ustaw (Dzienniku Praw Królestwa Polskiego) oraz Monitorze Polskim, wydawanych nieprzerwanie do czasów współczesnych,
- rozbudowały administrację państwową,
- inspirowały i popierały działania mające na celu rozwój polskiego samorządu lokalnego,
- utworzyły zalążek służby zagranicznej, poprzez ustanowienie przedstawicielstw w państwach centralnych i krajach neutralnych oraz na terenie Rosji,
- stworzyły prawne i organizacyjne podwaliny dla zorganizowania Wojska Polskiego, m.in. poprzez utworzenie urzędu Szefa Sztabu WP oraz uchwalenie tymczasowej ustawy o powszechnym obowiązku służby wojskowej[20],
- utrzymywały i rozwijały polskie szkolnictwo i sądownictwo, odziedziczone po Tymczasowej Radzie Stanu,
- wprowadziły do przestrzeni publicznej polskie symbole narodowe – godło i flagę,
- utworzyły podwaliny statystyki polskiej i 13 lipca 1918 roku wydały decyzję o utworzeniu i organizacji GUS.